# 南灣 (澳門)

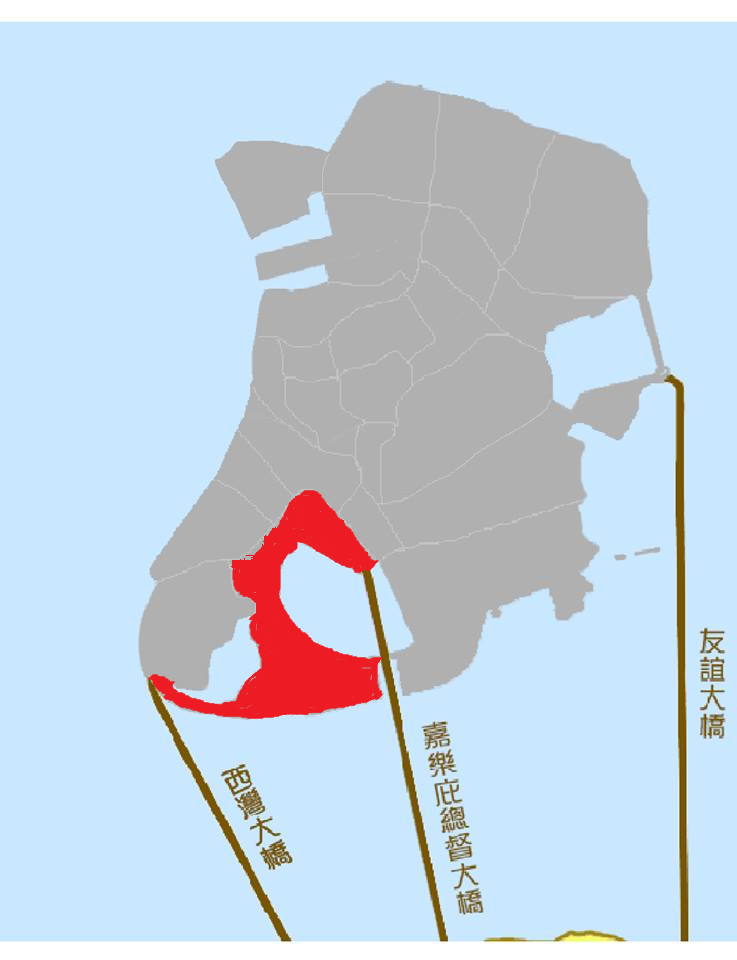
澳門半島上的南灣

南灣（「灣」變調為「環」，意即“大灣”），原為澳門半島的一处海灣，昔日為商船停泊之處。沿岸為澳門政治、商業中心。
1930年代東面水面進行填海，成今日葡京酒店所在。其餘水面於1990年代改為人工湖，稱南灣湖。現有激光噴泉、湖濱休憩區、水上活動中心等設施。海岸線現在是馬路，昔日的海堤只餘下政府總部以南的一段。

## 「灣」的發音
南灣的灣，一說是以前南灣的外形如一個環，所以又稱南環；另一說法是「灣」字的粵語發音變音而成。現在一般澳門市民皆讀成「環」，甚至在學校、新聞媒體都會出現同樣情況。這是一個約定俗成的現象。同樣情況出現在西灣。另外，下環和黑沙環的「環」，相信是從「灣」轉變而成的。有趣的是，不少遊客會把黑沙海灘稱作「黑沙灣」，但不等同於澳門黑沙環區。

## 南灣元旦及賀歲煙花
澳門也仿效香港的維多利亞港，每年春節及陽曆除夕，澳門南灣兩岸的澳門半島和氹仔均會舉行大型煙花匯演。 
每年一度的澳門國際煙花音樂匯演也會在南灣港舉行。

## 圖片

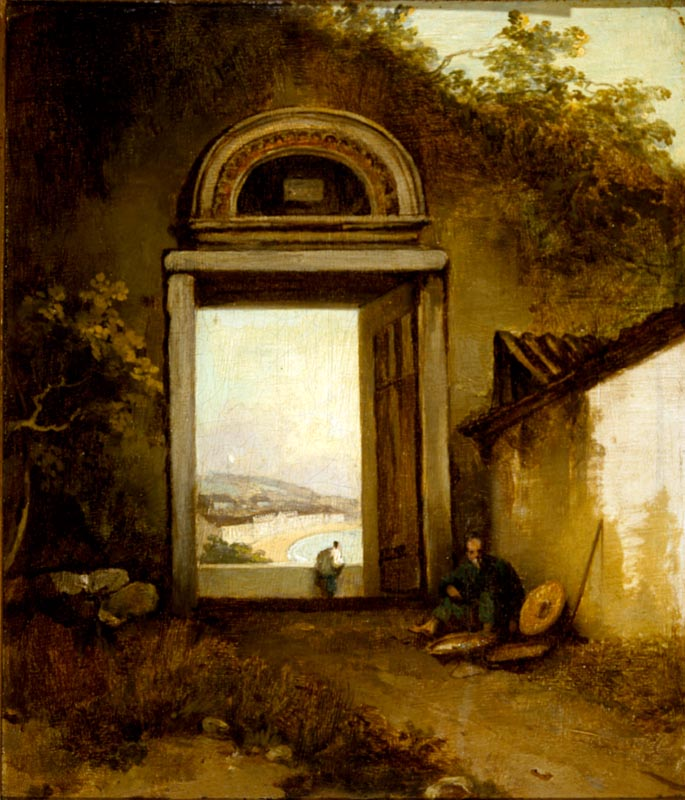
從西望洋山的一扇門眺望南灣的景色，1834年
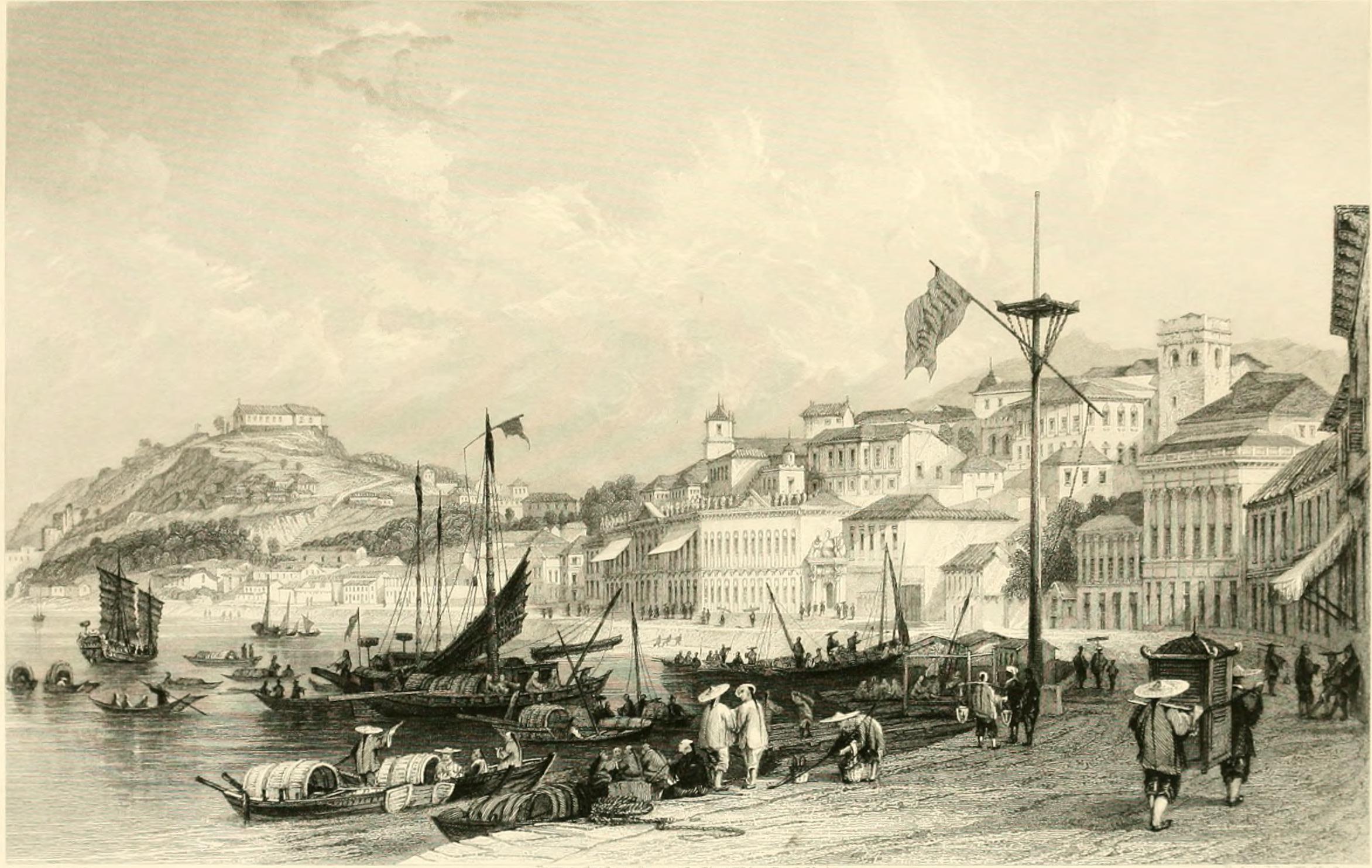
畫家筆下的澳門南灣
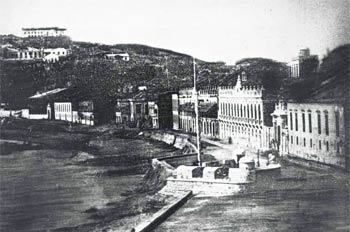
法國官員于勒·埃及爾於1844年拍攝的澳門南灣
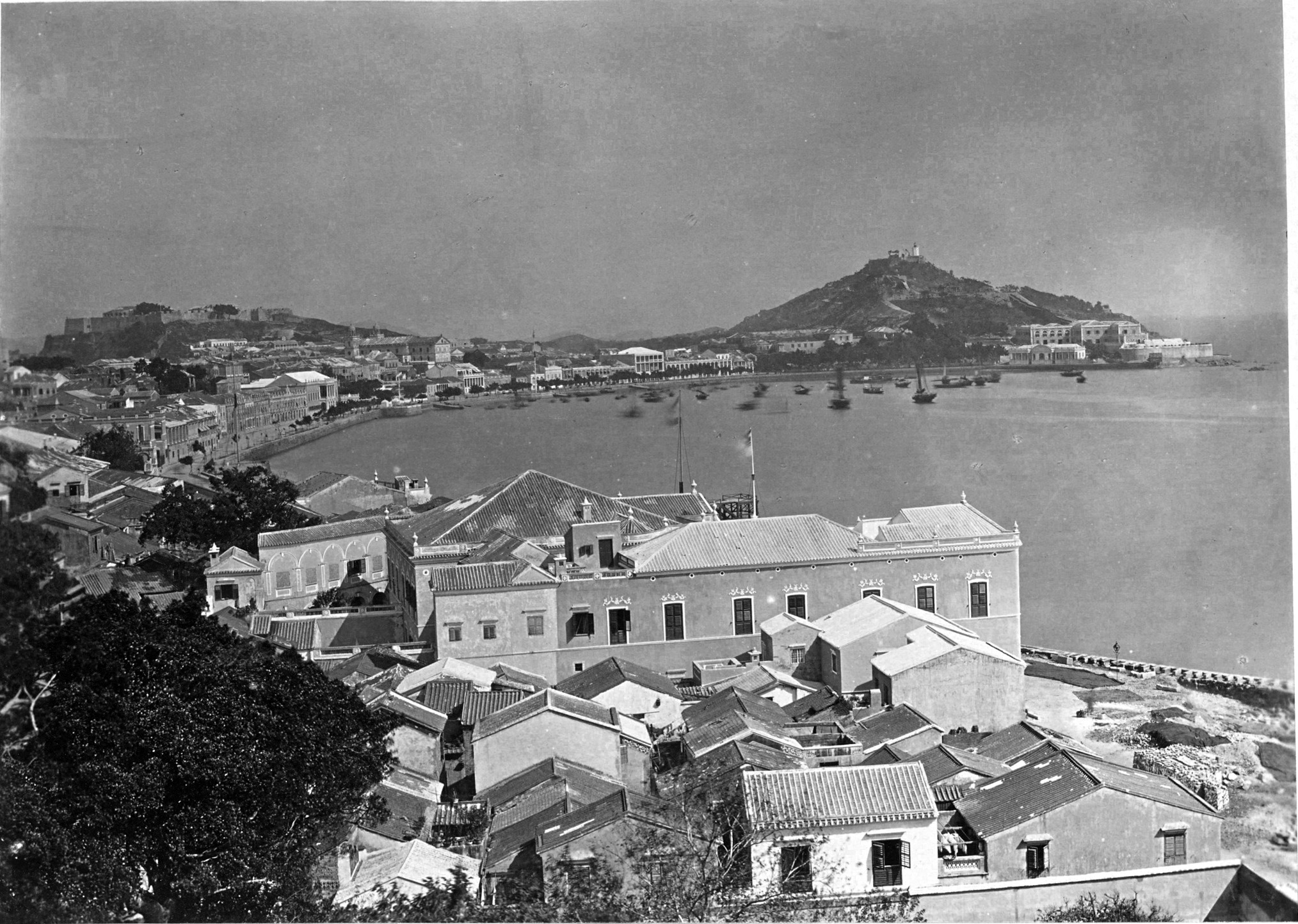
1860年至1880年間拍攝的南灣
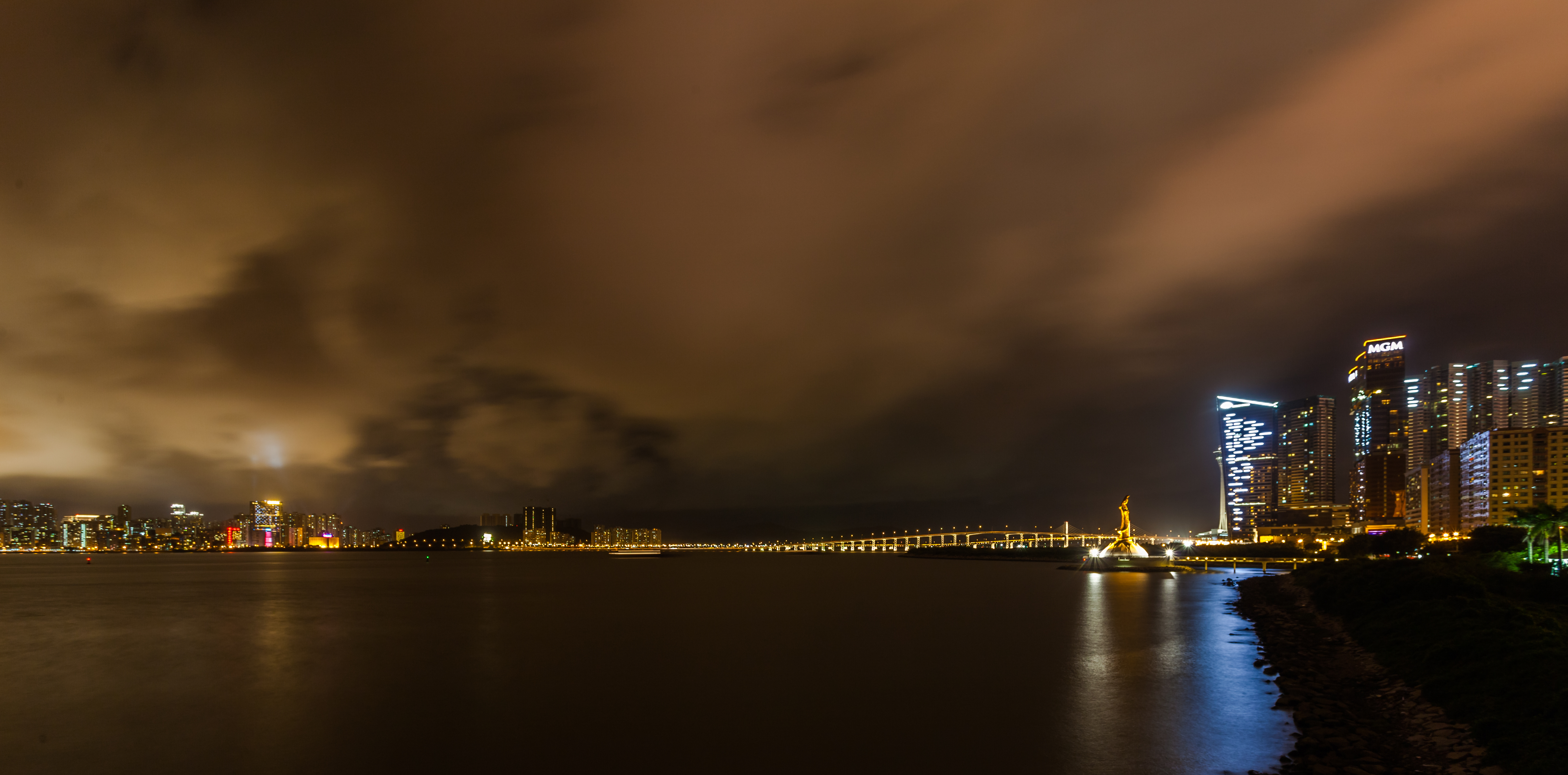
澳門南灣夜景